# 브라키트라켈로판
브라키트라켈로판(Brachytrachelopan)는 중생대 쥐라기 후기, 오늘날 남아메리카 대륙에 서식한 용각류 일종의 초식 공룡이다. 용각류는 목이 긴 것이 특징이지만, 이 브라키트라켈로판은 목이 짧다. 그래서 학명도 "짧은 목(영어:short-necked)"이란 의미를 갖고 있다. 화석은 아르헨티나에서 발견되었다. 전체 몸 길이는 약 10m정도이다. 목이 짧아서 다른 용각류와 달리 낮은 곳에 있는 식물만을 먹었다.